# 1. Marine-Brigade
Auf Anforderung Gustav Noskes bildete der Deckoffizierbund in Kiel Anfang Januar 1919 eine 1200 Mann starke Einheit aus Deck- und Unteroffizieren. Die Einheit wurde in der Anfangszeit manchmal Eiserne Brigade aber hauptsächlich Eiserne Division genannt. Ihre offizielle Bezeichnung war I. Marine-Brigade. Ab Ende Februar 1919 wurde sie auch als Marine-Brigade von Roden bezeichnet. Sie hatte nichts mit der Eisernen Division unter Major Josef Bischoff im Baltikum zu tun.
Um die Zustimmung des Kieler Obersten Soldatenrats zu erhalten, wurde sie vorgeblich für den Einsatz im Osten aufgestellt. Die Mitglieder durften selbst die Führer bestimmen. Viele Offiziere wurden abgelehnt oder ausgetauscht. Seeoffiziere wurden wegen mangelnder Erfahrungen im Landkrieg nur sehr wenige genommen. Die Truppe wurde kurz nach der Aufstellung nach Berlin geschickt. Dort kam sie am 9. Januar 1919 an und wurde zwei Tage später bereits in dem sog. Spartakusaufstand eingesetzt. In der Folge kämpfte sie in wechselnden Orten, u. a. gegen die Bremer Räterepublik. Sie war zu der Zeit die stärkste Truppe. Nach ihrem letzten Einsatz in den Berliner Märzkämpfen kehrte sie im Mai 1919 nach Kiel zurück. Sie wurde im Herbst 1919 aufgelöst und ging teilweise in die neu gebildete Küstenwehrabteilung I über. Die Auflösung wurde auch durch die inneren Widersprüche beschleunigt, da insbesondere der ab Ende Februar fungierende Brigadechef Oberst Emmo von Roden und sein Stab „sich immer mehr als reaktionär entpuppten“ während die meisten Deckoffiziere sich als Stütze der Weimarer Republik betrachteten.

## Initiative zum Aufbau der Brigade
Paul Kässner schrieb in seiner 1932 verfassten „Geschichte der Deckoffizierbewegung“, dass der Vorsitzende des Bundes der Deckoffiziere, Emil Alboldt, Anfang Dezember 1918 Noske in Kiel vorgeschlagen habe, eine unbedingt zuverlässige Truppe von einigen Tausend Deckoffizieren und guten Unteroffizieren in Berlin zu versammeln und „zunächst dort einmal schnell und gründlich Ordnung zu schaffen.“ Noske jedoch beanspruchte die Initiative für sich. In seinen 1920 veröffentlichten Erinnerungen „Von Kiel bis Kapp“ schrieb er, er habe im Soldatenrat durchgesetzt, Vorarbeiten für die Aufstellung einer Truppe aus aktiven Leuten in Angriff zu nehmen und habe mit Alboldt und dem Führer des Unteroffzierverbands Hirschmann, entsprechende Gespräche zur Aufstellung „einer Truppe der aktiven Leute, die nötigenfalls mit mir eines Tages nach Berlin gehen würden“ geführt. Eine dritte wichtige Quelle in diesem Zusammenhang, ein Bericht des Majors von Menges, lässt offen, von wem die Initiative ausgegangen ist, deutet jedoch an, dass Seeoffiziere eine zentrale Rolle gespielt hätten.
Nach Kuhl wirkt die Darstellung bei Kässner durchaus glaubhaft, da er sich auf zeitnahe Berichte und eigenes Erleben stützt, während Noske beispielsweise die gut dokumentierte Aufstellung der revolutionären Sicherheitstruppe des Kieler Soldatenrats bestreitet, wobei seine Darstellungen stark von Rechtfertigungstendenzen nach seinem erzwungenen Rücktritt nach dem Kapp-Putsch geprägt seien. Wolfram Wette ließe offen, von wem die Initiative ausging, folge ansonsten in seinem Kapitel über die Eiserne Brigade im Wesentlichen Kässners Darstellung. Bei von Menges würde dagegen die Tendenz deutlich, die Rolle der Deckoffiziere, die sich mehr und mehr zu einer Stütze der Weimarer Republik entwickelten, möglichst herunterzuspielen.

## Aufbau der Brigade
Ende Dezember 1918, als Noske bereits wieder in Berlin war, ließ die Regierung bzw. der Rat der Volksbeauftragten bei Alboldt anfragen, ob der Bund der Deckoffiziere eine Truppe für Berlin aufstellen könne. Alboldt sagte zu und Anfang Januar 1919 kam es zu einem geheim gehaltenen Treffen in Kiel. Daran nahm auch Kapitän z. S. Bruno Roehr (1873–1926), welcher ab Januar 1919 der Brigade zugeteilt worden war, teil, der aus Berlin die offizielle Vollmacht mitbrachte „Zur Aufstellung einer freiwilligen Truppe für den Grenzschutz im Osten“. Auf diese Formulierung hatte man sich bei einer Unterredung Ende Dezember geeinigt, um so den Widerstand im Obersten Soldatenrat (OSR) in Kiel möglichst gering zu halten. In der folgenden Sitzung des OSR gelang es dann tatsächlich eine Mehrheit für den Antrag zu erhalten. In den OSR waren im Zuge der Demobilisierung einige Deckoffiziere gewählt worden. Karl Artelt, Vorsitzender des OSR und Lothar Popp, früherer Vorsitzender, hätten noch Protest in Berlin eingelegt, aber nichts mehr bewirken können.
Kässner schreibt weiter, man habe noch am Nachmittag nach der Sitzung des OSR mit der Aufstellung der Einheit begonnen. Dazu fand zunächst eine Versammlung der Deckoffiziere statt, auf der zum Eintritt in die Truppe aufgerufen wurde. Es hätten sich „sogleich viele Hunderte“ eingetragen, darunter meist ältere; der älteste wäre 52 Jahre alt gewesen. Dann wurden die organisatorischen Einzelheiten festgelegt. Kässner schreibt weiter: „In der Versammlung wurde natürlich auch die Führerfrage besprochen. Selbstverständlich war von der Regierung von vornherein zugestanden worden, daß diese Truppe selbst ihre Führer und ihr inneres Leben bestimmen könne. Aus der Versammlung heraus wurde allgemein zum Ausdruck gebracht: Wir wollen nicht daran denken, wie wir früher behandelt worden sind und deshalb sollen ruhig Offiziere alle oberen Stellen in der Truppe besetzen; aber es müssen Offiziere sein, die unser Vertrauen besitzen und die auch etwas vom Landkrieg verstehen. In diesem Sinne ließ Kamerad Alboldt noch am selben Abend die verschiedenen Offiziersgruppen und im besonderen die Seeoffiziere informieren und ihnen sagen, daß die Formation der Truppe am andern Vormittag in der Waldwiese erfolgen werde. Es mag hier gleich erwähnt werden, daß sich außer Kapitänleutnant v. Werner kein einziger Offizier dort einfand.“
In einem organisatorischen Kraftakt, geleitet von Alboldt, begann am nächsten Tag dann die Formierung und Ausrüstung der Truppe. Es wurden zwei Regimenter zu je zwei Bataillonen mit je drei Kompanien aufgestellt. Als Führer wurden Deckoffiziere gewählt. Kapitänleutnant Egon von Werner (* 1888) erhielt den Sonderauftrag, die Abfahrt aus dem Kieler Bahnhof zu sichern. Kapitän z. S. Roehr war nicht erreichbar und beteiligte sich nicht an der Aufstellung. Die Fahrt nach Berlin fand wiederum am nächsten Tag statt. Roehr erschien erst kurz vor Abfahrt des Zuges. In Berlin wurde die Truppe in den westlichen Vororten, wie Lichterfelde, Dahlem usw. ausgeladen. Hier wurden Brigade-, Regiments- und Bataillonsstäbe aufgestellt. Hier fanden sich dann doch noch eine Reihe höherer Seeoffiziere, u. a. Kapitän z. S. Hans-Carl von Schlick (von Kässner als „Deckoffizierfresser“ charakterisiert), zur Führung der Brigade und Regimenter ein. Diese wurden jedoch alle abgelehnt (auch Roehr) weil sie keine Erfahrung im Landkrieg hatten. Mit Kapitänleutnant von Werner entwickelte sich jedoch eine gute Kameradschaft. Dieser war im Ersten Weltkrieg in Flandern eingesetzt worden. Es wurden dann Heeresoffiziere mit Führungsaufgaben betraut. Dabei gab es jedoch eine große Fluktuation, weil im Laufe der Zeit einige Offiziere abgelehnt und ersetzt wurden.
In der Kurzbeschreibung von 1937 findet sich dazu folgende Bemerkung, die vermutlich von von Menges stammt: „Sehr interessante Ausführungen macht Kap. v. Schlick in Mat. S. 417 besonders über den Grund des Rücktritts fast aller Seeoffiziere aus der Führung wegen unberechtigter und unwürdiger Forderungen der Deckoffiziere und Übernahme des Kommandos durch einen Landoffizier Oberst v. Roden.“ Diese Darstellung erscheint jedoch wenig glaubwürdig, da von Roden erst später das Kommando übernahm. Der Militärhistoriker Roland Kopp vermutet, dass weder v. Schlick noch Roehr die notwendige „Führungs-Kompetenz bei dem zu erwartenden Nah- und Häuserkampf zugetraut“ wurde.
Ab dem 25. Februar 1919 wurde die Truppe als Marine-Brigade von Roden bezeichnet, vermutlich übernahm von Roden zu diesem Zeitpunkt die Brigade. Kässner merkt an, dass er und sein Stab sich immer mehr als reaktionär entpuppten.
Insgesamt umfasste die Brigade anfangs etwa 1200 und gegen Ende etwa 1600 Mann. Sie gliederte sich in zwei Regimenter zu je zwei Bataillonen. Jedes Bataillon umfasste drei Kompanien zu etwa 100 Mann. Klaus Franken schreibt, dass die Marinebrigaden unmittelbar dem Reichswehrminister hinsichtlich ihrer Einsätze unterstanden. Ansonsten waren sie Teil der Marine, wurden aus deren Etat finanziert und gehörten zu den jeweiligen Marinestationen. Im Laufe der Zeit wurde die 1. Marine-Brigade noch durch eine Bootskanonenbatterie und eine weitere Kompanie von Ingenieuraspiranten ergänzt. Im 1. Regiment bestand die 5. Kompanie nach Aussagen von Menges aus 250 Ingenieuraspiranten und -applikanten, im 2. Regiment habe es eine „Anzahl von Seekadetten“ gegeben, ansonsten bestanden die Kompanien aus Deck- und Unteroffizieren.

## Kampfeinsätze

### Berlin Januar 1919
Die Kieler trafen am 9. Januar in Berlin ein. Sie wurden im Umfeld des von Noske eingerichteten Hauptquartiers in Dahlem auf ihre Einsätze vorbereitet. Zu diesem Zeitpunkt hatten in Berlin bereits dramatische Ereignisse stattgefunden. Die USPD-Mitglieder waren infolge der Kämpfe Ende Dezember 1918 aus dem Rat der Volksbeauftragten ausgeschieden; ebenso traten die verschiedenen USPD-Beiräte und die entsprechenden Mitglieder der preußischen Regierung zurück. Lediglich der von der USPD gestellte Polizeipräsident Eichhorn weigerte sich zurückzutreten und erhielt daraufhin seine Entlassung. Eichhorn betrachtete seine Stellung als Machtposition des revolutionären Proletariats, die nicht aufgegeben werden dürfte. In dieser Logik, schreibt Wolfgang Niess, wären die Sitze im Rat der Volksbeauftragten eine noch viel größere Machtposition gewesen, die jedoch mehr oder weniger freiwillig aufgegeben wurde. Nach einem Aufruf von USPD, KPD und Revolutionären Obleuten kam es am 5. Januar zu einer riesigen Protest-Demonstration, die friedlich verlief und sich am Abend wieder auflöste. Einige Hundert jedoch besetzten Zeitungshäuser und Verlage, wobei Richard Müller von den Revolutionären Obleuten unter Verweis auf den Untersuchungsausschuss des Preußischen Landtags auch Provokateure am Werk sah. Daraufhin bildete sich ein Revolutionsausschuss, der, beflügelt von der vermeintlichen revolutionären Stimmung, am folgenden Tag zum Kampf um die Macht aufrief. Doch versprochene militärische Unterstützung blieb aus und die Volksmarinedivision erklärte sich für neutral. Die SPD rief jetzt ihre Anhänger zur Verteidigung der Regierung auf. Es bildeten sich verschiedene republikanische Verbände. Noske trat in den Rat der Volksbeauftragten ein mit Zuständigkeit fürs Militär. Er wurde am 6. Januar zum „Oberbefehlshaber der Regierungstruppen in und um Berlin“ ernannt und band sich eng an das Generalkommando und die OHL.
Am 11. Januar war die Eiserne Division einsatzbereit. Vorher war es in Berlin bereits zu bewaffneten Auseinandersetzungen gekommen. Ein Sturm auf das Reichskanzleramt wurde abgewehrt. Am Potsdamer Platz kam es zu Feuergefechten. Ein Versuch, die Besetzer aus dem Verlagshaus Mosse zu vertreiben scheiterte, aber die Reichsdruckerei wurde zurückerobert. Die Besetzer zogen sich schließlich aus den Zeitungsgebäuden zurück, nur die Besetzung des „Vorwärts“ blieb bestehen. Das Gebäude wurde am 11. Januar vormittags von dem Regiment Potsdam des Potsdamer Soldatenratsvorsitzenden Klabunde gestürmt. Dabei erschossen Angehörige des Regiments Parlamentäre der Gegenseite.
Am Mittag desselben Tages kam es dann zu einem Einmarsch der in Dahlem aufgestellten Truppen in die Innenstadt Berlins. Nach Noskes Erinnerungen nahmen an dem Marsch etwa 3000 Soldaten teil, „darunter als Kerntruppe die Kieler Brigade“. Dies wird von Kässner bestätigt, ebenso wie die weiteren Einsätze der Marine-Brigade/Eisernen Division an den Folgetagen, an denen ohne größere Kampfhandlungen letzte Stellungen der Aufständischen erobert wurden. Am Sturm auf das Polizeipräsidium in der Nacht vom 11. auf den 12. Januar war die Eiserne Division nicht beteiligt.
Kässner geht auf die Ermordung von Luxemburg und Liebknecht am 15. Januar durch Stabsmitglieder der Garde-Kavallerie-Schützen-Division nicht ein. Er betont jedoch, dass man sich Plänen, die Eiserne Division in diese Einheit einzugliedern, energisch widersetzt habe. Er gibt keine klare Begründung dafür an, im Zusammenhang wird jedoch deutlich, dass man den antidemokratischen und antirepublikanischen Charakter der Truppe ablehnte.
Kässner zeigt eine große Antipathie gegenüber der Volksmarinedivision (VMD), die er mit dem Ausdruck „radikales Nest“ belegt. Er ignoriert dabei, dass sich die VMD als neutral erklärt hatte und entsprechend eher einer dritten Kraft zugerechnet werden muss, die sich in Berlin u. a. in Demonstrationen und Protestaktionen von großen Teilen der Arbeiterschaft zeigte. Diese forderten, dass sich die „verfeindeten Brüder“ zusammenraufen, ihre Gegensätze zurückstellen und gemeinsam den Sozialismus aufbauen sollten.

### Bremen Februar 1919
Die traditionell sehr starken Bremer Linksradikalen ließen sich durch die Ereignisse in Berlin zu dem Schluss verleiten, dass eine neue Phase der Revolution begonnen habe. Die KPD proklamierte daraufhin am 10. Januar 1919, „ohne bei der USPD auf nachdrücklichen Widerstand zu stoßen“, die Bremer Räterepublik. Ein „Rat der Volkskommissare“ wurde gebildet, radikale Arbeiter wurden bewaffnet und die Gegenseite entwaffnet. Allerdings zeigte sich sehr schnell, dass die Bewegung über keine größere Machtbasis verfügte und dass es schon bald zu einem Ende der Räterepublik kommen würde. Eine solche Entwicklung wollte Noske jedoch nicht abwarten. Er bekam von der Regierung freie Hand für eine militärische Intervention und beauftragte General Walther von Lüttwitz mit der „Wiederherstellung der Ordnung in Bremen“. Dieser wiederum übertrug die Durchführung der Militäroperation Oberst Wilhelm Gerstenberg, der sich hauptsächlich auf die I. Marine-Brigade/Eiserne Division stützte. Vor Bremen stießen noch verschiedene örtliche Truppen, wie das Freikorps Caspari mit 600 Mann dazu, so dass insgesamt ca. 3500 Mann eingesetzt werden konnten. In den Verhandlungen wollte die Bremer Seite schließlich alle Forderungen der Regierung erfüllen, lediglich die Waffenabgabe sollte nicht an Gerstenberg, sondern an erwartete Truppen des IX. Armeekorps erfolgen. Dennoch befahl Noske den Angriff, da er meinte, nur auf diese Weise die Autorität der Regierung wahren zu können.
Kässner schreibt, die Division sei in aller Stille in die Nähe von Bremen geschafft worden. Dort habe sie sich mit einigen kleineren Truppenkörpern, die im Hannoverschen zusammengerafft worden waren, vereinigt und sei am 4. Februar vorgerückt. „Die Kämpfe waren sehr heftig, am frühen Nachmittag aber der Widerstand gebrochen […] Die Eiserne Division hatte bei diesen Kämpfen, obwohl an den Hauptpunkten eingesetzt, nur eine Anzahl von Verwundeten zu beklagen, dagegen erfreulicherweise keine Toten.“ v. Menges dagegen spricht von 12 Toten und 10 Verwundeten.

### Geestemünde, Wilhelmshaven, Emden und Braunschweig
Weil ein Teil der Radikalen aus Bremen in den Unterweserraum geflohen sei, habe man beschlossen, „die ganze Unterwesergegend vom Radikalismus zu säubern“. Dazu wurde zu Lande und zu Wasser auf Geestemünde vorgestoßen und dieses besetzt. Dies wäre fast ohne jedes Blutvergießen abgelaufen. In der Folge wäre in Wilhelmshaven und Emden behauptet worden, dass die als Weiße Garde bezeichnete Eiserne Division die Republik stürzen wolle, was dem Radikalismus dort Auftrieb gegeben habe. Daraufhin habe man sich entschlossen in den beiden Städten Stärke zu demonstrieren, die Räte zu entmachten und die Waffen einzuziehen.
In Emden war es verstärkt zu Vorwürfen gekommen, dass der Arbeiter- und Soldatenrat nicht genügend für Ordnung sorgen würde. Bei ihrem Einmarsch am 27. Februar 1919 besetzte die 1. Marine-Brigade die Räume des Rats und löste die Sicherheitskompanie auf. Die Arbeiterschaft trat in den Streik. Nach längeren Verhandlungen einigte man sich schließlich darauf, dass nach der Gemeindewahl ein Arbeiter- und Soldatenrat nicht mehr erforderlich sei, beendete den Streik und die Truppen zogen am 7. März 1919 wieder ab.
Zu Wilhelmshaven heißt es in einer vom Bund der Deckoffiziere 1933 herausgegebenen Veröffentlichung, dass die Eiserne Division in Wilhelmshaven von der aus Deckoffizieren und Unteroffizieren gebildeten Schutzformation unterstützt worden sei. Parallel zur Besetzung in Emden sei ein Regiment nach Braunschweig verlegt worden, das dort ebenfalls Waffen eingezogen habe. In allen Orten sei eine „zuverlässige Sicherheitswehr“ aufgestellt worden. Bei der Unternehmung gegen Emden habe zum ersten Mal die „Eiserne Flottille“ ein Verband von Torpedobooten, deren Besatzungen ähnlich wie die Eiserne Division zusammengesetzt waren, mitgewirkt.
Von Menges erwähnt noch, dass am 21. Januar 1919 militärische Einrichtungen in „Marienziel bei W’haven“ im Handstreich genommen worden seien. Vermutlich meint von Menges Mariensiel am südwestlichen Stadtrand von Wilhelmshaven. In den anderen Quellen wird davon aber nichts berichtet. Erst im Februar (nach Kässner 19./20.) fand der Vorstoß nach Wilhelmshaven statt. Von Menges dürfte sich wohl im Datum geirrt haben.

### Berlin, Märzkämpfe 1919
Im März verschaffte sich noch einmal ein großer Unmut in der Arbeiterschaft Luft, weil zentrale Erwartungen einer Demokratisierung von Wirtschaft und Militär nicht erfüllt zu werden drohten. In Berlin wurde am 3. März ein Streik ausgerufen. In den östlichen Stadtteilen gab es viele revolutionär gesinnte Arbeiter, Arbeitslose und dort lebende und untergetauchte ehemalige Matrosen und Soldaten der Januarkämpfe, die trotz Warnungen der Parteiführungen von USPD und KPD am 4. März einen bewaffneten Kampf aufnahmen.
Kässner geht auf diese Hintergründe wiederum nicht ein, sondern behauptet, die KPD habe die Abwesenheit der Eisernen Division genutzt, um in Berlin die Macht zu ergreifen. „Und so donnerten dann plötzlich am 3. März 1919 ihre Kanonen am Alexanderplatz los und zwar gegen die dortige Festung der Regierung, das Gebäude des Polizeipräsidiums.“ Noske habe am 3. März der Eisernen Division den Befehl erteilt, sofort nach Berlin zu kommen. Sie kam dort am 5. März an und wurde bereits am 6. März eingesetzt. Kässner schreibt: „Es war selbstverständlich, daß der Eisernen Division als der besten und zuverlässigsten Truppe der schwerste Teil des Kampfes zugewiesen wurde: die Niederzwingung des Zentrums der spartakistischen Macht von der Linie Schloßplatz aus bis zur Jannowitzbrücke. Den Hauptteil dieser Aufgabe, das Erreichen der Grundlinie Alexanderplatz-Jannowitzbrücke und damit die Inbesitznahme des Marstalls, weiter des sogenannten Marinehauses an der Jannowitzbrücke, des Polizeipräsidiums am Alexanderplatz und all der anderen riesigen Gebäudekomplexe dieser Gegend, die samt und sonders schwer besetzt und armiert waren, wurde von der Eisernen Division in heißesten Kämpfen von nachmittags um vier Uhr an bis zum späten Abend geschafft. Damit waren den Spartakisten ihre Hauptstützpunkte entrissen und gleichzeitig wurden dabei ihre wertvollsten Kräfte, vor allem auch die berüchtigte ‚Volksmarinedivision’, die aus der Versenkung wieder aufgetaucht war und den Marstall und das Marinehaus besetzt hatte, vollkommen aufgerieben. Der Eisernen Division war es eine besondere Genugtuung, mit diesen Burschen, die den Namen der Marine so geschändet hatten, endlich einmal gründlich abrechnen zu können.“
Nach Kässner dauerten die Aktionen drei Tage. Dabei geht er nicht auf die damals in der Presse verbreiteten, erfundenen Gräuelgeschichten ein (z. B. den Lichtenberger Gefangenenmord), die einem Teil des Militärs dazu dienten, mit äußerster Brutalität gegen gefangene Aufständische vorzugehen. Es bleibt unklar, ob die I. Marine-Brigade an solchen Auswüchsen beteiligt war. Nach Kuhl spricht ihr bisheriges Verhalten eher dagegen.

## Auflösung
Nachdem etwas Ruhe in Deutschland eingekehrt war, wollten die Deckoffiziere zurück nach Kiel, was schließlich auch gewährt wurde. Das Foto eines Ullstein-Fotografen zeigt vermutlich die Verabschiedung der Einheit im April 1919 in Berlin-Hundekehle unter Anwesenheit von Noske und von Trotha. Sie traf am 30. Mai 1919 wieder in Kiel ein. Nachdem die Einheit eine Zeit lang noch in Kiel in Bereitschaft gehalten wurde, aber offenbar nicht wieder angefordert wurde, wurde sie im Herbst 1919 im Zuge des Neuaufbaus der Marine aufgelöst und teilweise in die neu aufgebaute Formation „Küstenwehr I“ überführt.
Eine Rolle bei der Auflösung spielten auch zunehmende Differenzen innerhalb der Truppe. Kässner schreibt, dass sich die Offiziere immer mehr als reaktionär entpuppten, während die Deckoffiziere sich zum neuen Staat bekannten. Dies wird indirekt von von Menges bestätigt, der als Grund für die Auflösung angibt, dass sich das Verhältnis von Deckoffizieren und Ingenieuren so sehr verschlechterte, dass eine Trennung erfolgen musste. Die aus Ingenieuren bestehende 5. Kompanie der Marinebrigade trat zum Freikorps-Ehrhardt (II. Marinebrigade) über. Dies legt nahe, dass die Ingenieure demokratie- und republikfeindlich eingestellt waren. Dies zeigt sich auch in der bei Wette wiedergegebenen Äußerung des Leutnants (Ing.) a. D. Wilhelm Reinhard, der der Brigade angehörte. Er schrieb, dass „die Herren Deckoffiziere“ in den ersten Novembertagen 1918 „nicht schnell genug die rote Schleife als Zeichen der Verbundenheit mit den Revolutionären zeigen konnten und nun Morgenluft witterten.“ Die Marine-Ingenieure, zwischen Seeoffizieren und Deckoffizieren angesiedelt, versuchten in das Seeoffizierkorps aufzusteigen, schotteten sich aber gleichzeitig von den Deckoffizieren ab; ähnlich wie auch die Deckoffiziere versuchten aufzusteigen aber sich von den Mannschaften abschotteten.

## Würdigungen
Anlässlich der Auflösung der Eisernen Division wurde ein Marineerlass herausgegeben, der auch als Sonderausgabe des Ostsee-Stationstagesbefehl Nr. 129 vom 4. Oktober 1919 erschien. Darin wurde der Einsatz der Eisernen Division als vorbildlich hingestellt und angeordnet, dass in Erinnerung daran die neu gebildete Küstenwehrabteilung I den Namen „Eiserne Division (Küstenwehrabteilung I)“ zu führen habe. Doch wurde schon wenig später nur noch von der Küstenwehrabteilung I gesprochen. Die Führung der Abteilung hatte der Fregattenkapitän Max Hagedorn übernommen.
Wehrminister Noske antwortete am 25. Februar 1919 in der Nationalversammlung auf Kritik an der Eisernen Division: „Der Vorredner hat geglaubt an der sogenannten Eisernen Marinebrigade Kritik üben zu müssen. Es ist das eine von den Formationen, die glücklicherweise nicht mit Hilfe von Werbeplakaten zusammengebracht werden mußten. Die Kieler Marinebrigade ist nicht durch eine solche Werbung zusammengebracht worden, sondern ich freue mich konstatieren zu können, daß diese Männer, mit denen ich in Kiel ein paar Monate lang in engster Kameradschaft zusammengearbeitet habe, als die Not des Reiches am höchsten war, in Aufopferungsfähigkeit und in heißer Liebe zu ihrem Lande hinter die Regierung gestellt und ihr wertvollste Dienste geleistet haben“.

## Rezeption
Die Eiserne Division oder I. Marine-Brigade war zu der Zeit, wie Wette feststellte, der stärkste militärische Verband. Die anderen Freiwilligenverbände waren erst im Aufbau begriffen. Dabei förderte Noske insbesondere solche Verbände, die von der OHL, bzw. dem Oberkommando gebildet wurden. Im Gegensatz dazu wird aus Kässners Berichten eine deutliche Opposition gegenüber reaktionären Offizieren und das Bekenntnis zu Republik und Demokratie deutlich. Wette kam zu dem Schluss, dass die Truppe in der damaligen Zeit etwas „Einmaliges“ darstellte: Sie setzte sich zunächst ausschließlich aus Deck- und Unteroffizieren der Marine zusammen, die ein „gemeinsames politisches Loyalitätsgefühl“ verband, das „der mehrheitssozialdemokratischen Richtung“ galt. Ein Neuaufbau des Militärs wäre also auf dieser Basis möglich gewesen, aber Noske intensivierte seine Zusammenarbeit mit den Offizieren, wobei ihm deren Gesinnung ziemlich gleichgültig war.
Die Deckoffiziere bestanden nicht auf Kriterien und Garantien für eine Auswahl der Offiziere. Nach Kuhl hätte es eine Durchsetzung von Garantien nur geben können, wenn sich die Deckoffiziere mit den linken Kräften in der Arbeiterbewegung verbunden hätten. Daran hinderten sie aber ihre nationalistische Ausrichtung und ihre strikte Ablehnung der Räte, an denen sie wohl insbesondere die Übernahme der Befehlsgewalt und die radikale Umwälzung der alten Hierarchien störte. Dies wird an einigen Stellen in Kässners Arbeit deutlich, u. a. in seiner Darstellung der Bekämpfung der Februarunruhen in Kiel 1919 (anlässlich der Ereignisse in Bremen), wo er alle kritischen Aktivisten umstandslos als Radikale abstempelte, die entschieden bekämpft werden müssten. Dabei wurde die in Teilen durchaus berechtigte Kritik an Noskes Politik, die auch von größeren Teilen der SPD-Arbeiter getragen wurde, ignoriert. Die potentiellen Verbündeten, die die Garantien zusammen mit den Deckoffizieren hätten durchsetzen können, wurden geschwächt. Aber auch auf Seiten der Linken gab es große Vorbehalte gegenüber den Deckoffizieren.
Erst beim Kampf gegen den Kapp-Putsch fanden Deckoffizierbewegung und radikalere Linke zusammen. Die Deckoffiziere hatten nach der (gemeinsamen) Niederschlagung des Putsches in Kiel und Wilhelmshaven den Dienstbetrieb übernommen, nachdem die Seeoffiziere entweder wegen Putschbeteiligung abgelehnt wurden oder aus Solidarität ihre Posten verlassen hatten. Daraufhin initiierten sie in der Rechtspresse eine Kampagne gegen die Deckoffiziere und warfen ihnen vor, unter ihrer Regie herrschten Unordnung und Chaos. Sie wären „krippenlüstern“, d. h. sie wollten die Stellen der Seeoffiziere einnehmen. Die Vorwürfe wurden detailliert widerlegt. Die Kampagne wurde auch von Noske unterstützt, worauf Kässner aber nicht eingeht. Noske hatte in einer Rede im Haushaltsausschuss der Nationalversammlung am 16. April 1920 die Vorwürfe der Seeoffiziere vorgetragen und dabei gesagt, besonders in Kiel seien unhaltbare Zustände. Dies trug besonders nach der Niederschlagung des Ruhraufstands Anfang April 1919 zu einem Erstarken der Position der Seeoffiziere bei, und führte letztlich zu einem Hinausdrängen aller demokratisch und republikanisch orientierten Kräfte aus der neuen Reichsmarine.